# James Audley (2e baron Audley)
Pour le membre fondateur de l'Ordre de la Jarretière, voir James Audley
James Audley (8 janvier 1313 – 1er avril 1386 à Heighley, Staffordshire), 2e baron Audley, est un chevalier britannique. Il ne doit pas être confondu avec son parent James Audley (vers 1318-1369), membre fondateur de l'ordre de la Jarretière.

## Biographie
Il est le fils de Nicholas Audley le jeune (1289-1316), 1er baron Audley (de Heighley), 2e lord Audley, et de Joan Martin, comtesse de Lincoln († 1322), veuve de Henri de Lacy (1249-1311), 5e comte de Lincoln.
Il est gouverneur de Berwick (alors en Écosse), en 1342. Il accompagne le roi Édouard III d'Angleterre en France. En 1345, il est à la tête d'une troupe d'une quarantaine de chevaliers, sous les ordres de Henry de Grosmont, comte de Lancastre, lors d'une campagne militaire en Gascogne.
En 1353, il reçoit et amuse le Prince Noir dans son château de Heighley.
Il épouse Jeanne Mortimer, fille de Roger Mortimer, 1er comte de March, dont il a quatre enfants connus. En secondes noces, il épouse Isabelle le Strange, dont il a aussi quatre enfants connus. Son fils Nicolas (1329-1391), issu de Jeanne Mortimer, lui succède et devient le 3e baron Audley, mais meurt sans descendance.